# Casaletto Spartano
Casaletto Spartano község (comune) Olaszország Campania régiójában, Salerno megyében.

## Fekvése
A megye délkeleti részén fekszik. Határai: Casalbuono, Caselle in Pittari, Lagonegro, Morigerati, Rivello, Sanza, Torraca, Tortorella és Vibonati.

## Története
A település első említése a 15. századból származik, de a régészeti kutatások azt mutatják, hogy a 10. században már létezett egy állandó település ezen a vidéken, amely valószínűleg a sorozatos földrengések és a szárazság miatt néptelenedett el. Nemesi családok birtoka volt (Caracciolo) 1810-ig, amikor a Nápolyi Királyságban felszámolták a feudalizmust. Ekkor egyesült a két szomszédos település Casaletto és Battaglia Casaletto Spartano néven.

## Népessége
A népesség számának alakulása:

## Főbb látnivalói
- Il Sorgitore - egy 18. századi vízimalom